# Каповалле
Каповалле (італ. Capovalle) — муніципалітет в Італії, у регіоні Ломбардія, провінція Брешія.
Каповалле розташоване на відстані близько 460 км на північ від Рима, 115 км на схід від Мілана, 36 км на північний схід від Брешії.
Населення — 368 осіб (2014).
Щорічний фестиваль відбувається 7 квітня. Покровитель — S. Giovanni Battista.

## Демографія
Населення за роками:

Станом на 1 січня 2023 року в муніципалітеті іноземці офіційно не проживали.

## Сусідні муніципалітети
- Гарньяно
- Ідро
- Тревізо-Брешіано
- Вальвестіно
- Вобарно